# Nyikolaj Csebotyko
Nyikolaj Csebotyko kazakul: Николай Чеботько (Sucsinszk, 1982. október 25. – Burabaj kerület, 2021. január 24.) világbajnoki kazak sífutó.

## Pályafutása
2002 és 2014 között négy olimpián vett részt. Legjobb eredménye csapatsprintben volt a 2006-os torinói és a 2010-es vancouveri olimpián. Előbbin Jevgenyij Kosevojjal a hatodik, utóbbin Alekszej Poltoranyinnal az ötödik helyen végzett. A 2013-as világbajnokságon Poltoranyinnal bronzérmet szerzett ugyan ebben a versenyszámban. 2003 és 2011 között az Ázsia-játékokon három-három arany-, ezüst- és egy bronzérmet szerzett.
2021. január 24-én közlekedési balesetben vesztette életét.

## Sikerei, díjai
- Világbajnokság – csapatsprint
  - bronzérmes: 2013
- Ázsia-játékok
  - aranyérmes (3): 2007, 2011 (2)
  - ezüstérmes (3): 2003, 2011 (2)
  - bronzérmes: 2011
- Universiade
  - aranyérmes (2): 2003, 2007
  - ezüstérmes: 2005